# Guatteria hispida
Guatteria hispida är en kirimojaväxtart som först beskrevs av Robert Elias Fries, och fick sitt nu gällande namn av Erkens och Paulus Johannes Maria Maas. Guatteria hispida ingår i släktet Guatteria och familjen kirimojaväxter. Inga underarter finns listade i Catalogue of Life.